# Parioli Challenger 1990
Il Parioli Challenger 1990 è stato un torneo di tennis facente parte della categoria ATP Challenger Series nell'ambito dell'ATP Challenger Series 1990. Il montepremi del torneo era di $50 000 ed esso si è svolto nella settimana tra il 9 aprile e il 15 aprile 1990 su campi in terra rossa. Il torneo si è giocato a Roma Parioli in Italia.

## Vincitori

### Singolare
Fernando Luna ha sconfitto in finale  Magnus Larsson con il punteggio di 6–3, 4–6, 6–4.

### Doppio
Branislav Stankovič /  Richard Vogel hanno sconfitto in finale  Nicola Bruno /  Stefano Pescosolido con il punteggio di 7–5, 6–3.